# Intent de cop d'estat a Guinea Equatorial de 1969
L'intent de cop d'estat a Guinea Equatorial de 1969 va ser un intent de cop d'estat perpetrat en Guinea Equatorial la nit del 4 al 5 de març de 1969, amb el propòsit d'enderrocar al president Francisco Macías Nguema. Els líders de l'intent colpista van ser el ministre d'afers exteriors Atanasio Ndongo i el delegat equatoguineà davant Nacions Unides, Saturnino Ibongo Iyanga.
El cop va comptar suposadament amb suport del govern espanyol, i el seu fracàs va significar l'establiment d'un règim dictatorial per part de Macías, que duraria fins a 1979 quan es va produir el Cop de la Llibertat.
Actualment existeixen diverses versions sobre com van transcórrer els fets esdevinguts, per la qual cosa encara no s'ha establert un relat oficial.

## Antecedents
Durant la crisi de les banderes, Ndongo i Ibongo van viatjar a Madrid per entrevistar-se amb personalitats governamentals i financeres espanyoles (entre ells Fernando María Castiella), així com amb guineans residents a Espanya. Hi ha indicis que l'objectiu d'aquestes reunions era confeccionar una llista de persones que poguessin integrar un Govern.
Després de les reunions a Espanya, l'1 de març Atanasio Ndongo i Saturnino Ibongo volen fins a Santa Isabel. Saturnino Ibongo es queda a l'illa, mentre que Atanasio Mdongo arriba el dia 3 a Bata.

## Desenvolupament
En la matinada del 4 al 5 de març, Atanasio Ndongo va arribar al Palau Presidencial de Bata al costat d'alguns militars de confiança i un grup d'oficials de la Marina de Mbini, neutralitzant la guàrdia presidencial i posant la seva pròpia guàrdia.
Prèviament havien estat presos com a ostatges diversos polítics, funcionaris i militars (entre ells Esteban Nsue, delegat de govern en Bata, Pedro Lumu, alcalde de Bata; el Ministre de l'Interior Ángel Masié, el seu germà Miguel Eyegue Ntutumu, governador de Riu Muni, i el comandant Manuel Tray, llavors cap de la Casa militar del cap d'Estat). Els ostatges es divideixen en dos grups: un grup és tancat en una habitació del palau i un altre és traslladat a una caserna de la Guàrdia Marítima. Previ al cop, els executors van prendre l'estació de ràdio de la ciutat, el silenci de l'emissió era la contrasenya establerta perquè els partidaris del cop residents a Fernando Poo sabessin que tot s'estava realitzant amb èxit. Va sortir un avió des de Santa Isabel amb Saturnino Ibongo i altres colpistes a bord.
Ndongo ocupa el despatx presidencial i dona l'ordre d'assassinar Macías, qui no es trobava al palau, ja que havia estat advertit d'una possible temptativa colpista. Ndongo va buscar Macías però al no trobar-lo, va creure que havia escapat.
La forma en què es va assabentar Macías del que estava succeint varia segons les diferents versions: una versió resa que Ndongo es va dirigir a les casernes de la Guàrdia Territorial (atès que comptava amb suport militar escàs) i li va demanar a l'oficial Salvador Elá (qui en 1979 seria un dels comandants del Cop de la Llibertat) que posés les seves tropes a la disposició del moviment colpista. Elá, segons aquesta versió, es va negar rotundament i va avisar Macías, mentre Ndongo tornava al palau presidencial. Una altra versió assegura que Elá formava part del grup de detinguts pels colpistes, i qui va avisar a Macías va ser el cuiner del palau presidencial, qui va aconseguir escapar d'allí i avisar el President, que es trobava dormint a la seva casa particular. Altres relats asseguren que Macías ja es trobava al palau quan Ndongo va arribar, o que sabia exactament dels plans del seu ministre i aquesta matinada, al costat de les seves forces lleials, va esperar el moment per actuar.
En assabentar-se, Macías aglutina les tropes de Salvador Ela i a membres de les "Juventudes en Marcha con Macías" i surten cap al Palau Presidencial. En arribar, desarmen la guàrdia que els colpistes havien col·locat en la porta i alliberen als ostatges. A continuació, Saturnino Ibongo, que es trobava al palau, va ser pres presoner (segons algunes versions, assassinat en l'acte). Mentrestant, Macías va pujar al despatx presidencial per encarar a Ndongo, qui al poc temps va caure per una finestra del palau presidencial. Certes versions asseguren que va ser llançat per Macías, mentre que altres versions asseguren que el mateix es va llançar tractant d'escapar. En aterrar en el sòl, es va trencar una cama.
Segons algunes versions, Ndongo es trobava dormint quan Macías va entrar al despatx. En entrar al despatx, Macías li hauria cridat: "!Atanasio, tú no pots fer-me això!".
Durant les hores següents van ser alliberats els ostatges detinguts a la caserna de la Guàrdia Marítima i tropes de la Guàrdia Civil es personaren al Palau Presidencial per ajudar a mantenir l'ordre públic.
Ndongo va romandre en el sòl durant cinc hores; durant aquest temps va ser torturat per les "Juventudes en Marcha con Macías". Macías va prendre diverses fotografies de Ndongo agonitzant, les quals posteriorment mostraria al corresponsal John Barnes de la revista Newsweek. Mes tarda, Macías ordena que Ndongo sigui portat a l'hospital, encara que l'endemà seria traslladat a la presó. Segons algunes fonts, Ndongo va morir a la presó el 26 de març.
Durant el matí del 5 de març la versió que va circular en Bata sobre els fets era que Ndongo havia dut a terme un contraatac per salvar Macías de ser deposat per un altre cop d'estat. Amb el pas de les hores es van aclarir els fets.
Existeixen versions que fins i tot neguen l'existència del cop d'estat, i diuen que Macías va cridar Ndongo al palau amb l'excusa d'un consell de ministres i després es va produir l'assassinat premeditat del polític i els altres suposats involucrats.

## Conseqüències

### Trencament amb Espanya i inici de la repressió
En el matí del 5 de març, Macías agraeix a l'ambaixador espanyol Juan Luis Pan de Soraluce la neutralitat d'Espanya, per a hores després acusar aquest país d'haver instigat l'intent. Macías va qualificar l'intent colpista com a "imperialista i colonialista" i com “una combinació de fusterers i capitalistes espanyols”, mentre que els ministres espanyols Manuel Fraga i Fernando María Castiella van negar taxativament cap tipus d'intervenció espanyola. Macías va ordenar congelar tots els comptes bancaris dels espanyols residents al país, i el tancament de totes les companyies espanyoles en territori guineà, i va anunciar que “el capitalisme espanyol ha estat definitivament vençut”. El dia 8 Macías va anunciar que ell mateix s'encarregaria de la cartera d'Afers exteriors i va ordenar al ministre de l'Interior Ángel Masié Ntutumu requisar totes les armes de foc existents al territori, amb les quals Macías armaria les seves Joventuts.
Existeixen debats sobre l'actuació d'Espanya: hi ha historiadors que defensen la no ingerència del país, mentre uns altres asseguren que va succeir el contrari i que fins i tot Castiella va enviar un telegrama a Ndongo felicitant-lo per ser el nou president. Hi ha qui han apuntat al fet que això era fals, ja que el telegrama enviat per Castiella contenia un missatge sense relació alguna amb el cop. Un altre argument a favor d'Espanya és que si aquest país hagués intervingut, la seva força militar hauria estat suficient per assegurar l'èxit aclaparador del cop.
S'ha afirmat que instructors militars espanyols van participar en la trama colpista, que Espanya havia pactat amb Ndongo enviar reforços, i que Ndongo va rebre suport econòmic d'Espanya. El propi Macías va afirmar durant el seu judici en 1979 que Ndongo va rebre 50 milions de dòlars per part de Castiella per enderrocar-lo. Segons alguns relats, la Guàrdia Civil es va negar a intervenir, ja que al no haver detingut Macías, l'èxit de l'intent no estava assegurat. Versions mes neutrals indiquen que Espanya sabia dels plans del ministre, però que simplement no va intervenir.
Macías emprèn a continuació del cop una purga en tot l'aparell administratiu i polític del país, donant inici a un règim dictatorial. Es va declarar l'estat d'emergència i les "Juventudes en Marcha con Macías" sembraren el terror als carrers del país. De manera immediata, són detinguts i assassinats Saturnino Ibongo Iyanga, ambaixador en l'ONU, Pastor Torao Sikara, President de l'Assemblea Nacional, Armando Balboa, ministre d'Informació i Turisme i l'opositor polític Bonifacio Ondó Edu. Altres ministres i funcionaris, als quals se'ls relaciona amb l'intent de cop, també són des d'aquest moment assassinats o perseguits, entre ells Gustavo Watson Bueco (mort en 1972) i Agustín Nve, diputats a l'Assemblea Nacional, Enrique Gori Molubela (mort en 1972), President de la Diputació de Fernando Poo i Federico Ngomo Nandong (mort en 1971), President de la Diputació de Riu Muni. A ells caldria afegir molts altres polítics com Norberto Balboa, Vicente Ntutumu, Luis Angue Bacale i Santiago Osa. A això va seguir la petició d'Espanya davant l'ONU de l'enviament d'observadors (que arriben el dia 10 a Santa Isabel i el 13 a Bata) i altres iniciatives diplomàtiques, com a gestions amb l'emperador etíop Haile Selassie o una petició urgent a la Creu Roja Internacional relacionada amb els fets.
El fallit va generar una ona d'indignació popular antiespanyola (estimulada pel govern), per la qual cosa la comunitat espanyola es va sentir amenaçada. Tota aquesta situació es va traduir en l'agreujament de la crisi diplomàtica. En un telegrama, Francisco Franco va anunciar Macías que “la crisi soferta al país produeix en els residents espanyols la impressió de que mancada seguretat i garantia en un ambient hostil”. Es va ordenar llavors l'evacuació de l'enorme majoria dels 7.500 espanyols residents al país (supervisada per observadors internacionals) i la retirada de les tropes de la Guàrdia Civil destinades també allí. La missió de la 'ONU aconsegueix imposar un termini de dos mesos per a la retirada d'espanyols i tropes, que finalitzaria el 5 d'abril.

### Conseqüències a llarg termini
En 1970, ja establerta la seva dictadura, Macías va prohibir tots els partits polítics i en el seu lloc va establir com partit únic el Partit Únic Nacional dels Treballadors (PUNT). A l'any següent Macías va assumir personalment tots els poders de l'estat, i en 1973 va promulgar una nova constitució, que atorgava suport jurídic al seu règim. El règim dictatorial de Macías, durant el qual van ser assassinades al voltant de 50.000 persones i es va desenvolupar un sentiment fortament anticolonialista inspirat en la rivalitat sorgida amb Espanya després del cop, s'estendria fins a 1979, quan va ser enderrocat pel Cop de la Llibertat liderat per Teodoro Obiang.
Durant el règim de Macías, la data del 5 de març va adquirir gran transcendència, s'establí la celebració del "Dia de la Victòria". En les celebracions del 5 de març, amb freqüència eren organitzades obres de teatre que representaven el fallit intent colpista.
Donada la multiplicitat de versions que existeixen sobre el desenvolupament del cop, encara avui no s'ha establert un relat únic i oficial dels fets.
| «                        | "Jo no he trobat encara, diguem, un relat lògic i acceptable dels esdeveniments. Perquè? Perquè aquests esdeveniments segueixen sent confusos i al meu entendre excessivament magnificats. Encara que és lògic que s'hagin magnificat perquè el resultat va ser catastròfic (...).” | » |
| — Donato Ndongo-Bidyogo. | |   |

En l'actualitat, el 5 de març es considera pels opositors a Teodoro Obiang com la data en què acaba el règim democràtic a Guinea Equatorial.